# Manolesco, prince des sleepings
Pour plus de détails, voir Fiche technique et Distribution.
Manolesco, prince des sleepings (Manolescu - Der König der Hochstapler) est un film allemand réalisé par Victor Tourjanski, sorti en 1929.

## Fiche technique
- Titre original : Manolescu - Der König der Hochstapler
- Titre français : Manolesco, prince des sleepings
- Réalisation : Victor Tourjanski
- Scénario : Robert Liebmann d'après le roman de Hans Székely
- Photographie : Carl Hoffmann
- Pays d'origine : Allemagne  République de Weimar
- Format : Noir et blanc - 1,33:1 - Film muet
- Genre : drame
- Date de sortie : 1929
- Affiche : Roland Coudon (France)

## Distribution
- Ivan Mosjoukine : Manolescu
- Brigitte Helm : Cleo
- Heinrich George : Jack
- Dita Parlo : Jeanette
- Harry Hardt
- Elsa Wagner
- Fritz Alberti
- Boris de Fast